# Monestir de Panagia Eikosifoinissa
El monestir de Panagia Eikosifoinissa (en grec modern: Μονή Παναγίας Εικοσιφοινίσσης) és un edifici religiós històric situat al municipi d'Amfipoli a la prefectura de Serres, a prop de les fronteres amb les prefectures de Kavala i Drama. Eclesiàsticament, pertany a la santa diòcesi del Drama. Se situa a una altitud de 753 metres, al vessant nord del mont Pangaio.